# Mštěnovice
Mštěnovice je vesnice, část obce Lešná v okrese Vsetín. Nachází se asi 2,5 km na jihovýchod od Lešné. Je zde evidováno 55 adres. Trvale zde žije 132 obyvatel.
Mštěnovice je také název katastrálního území o rozloze 2,75 km2.

## Název
Na vesnici bylo přeneseno původní pojmenování jejích obyvatel Mščenovici, které bylo odvozeno od osobního jména Mščen (založeného na trpném příčestí slovesa mstíti) a znamenalo "Mščenovi lidé". Hlásková změna šč > šť je pravidelná (spisovně česká). Některé písemné zápisy v 18. a 19. století (Mčenovice v dobovém pravopise) byly ovlivněny lidovým Čenovice, které vzniklo zjednodušením počáteční hláskové skupiny.